# MA-21 (Spanje)

De MA-21

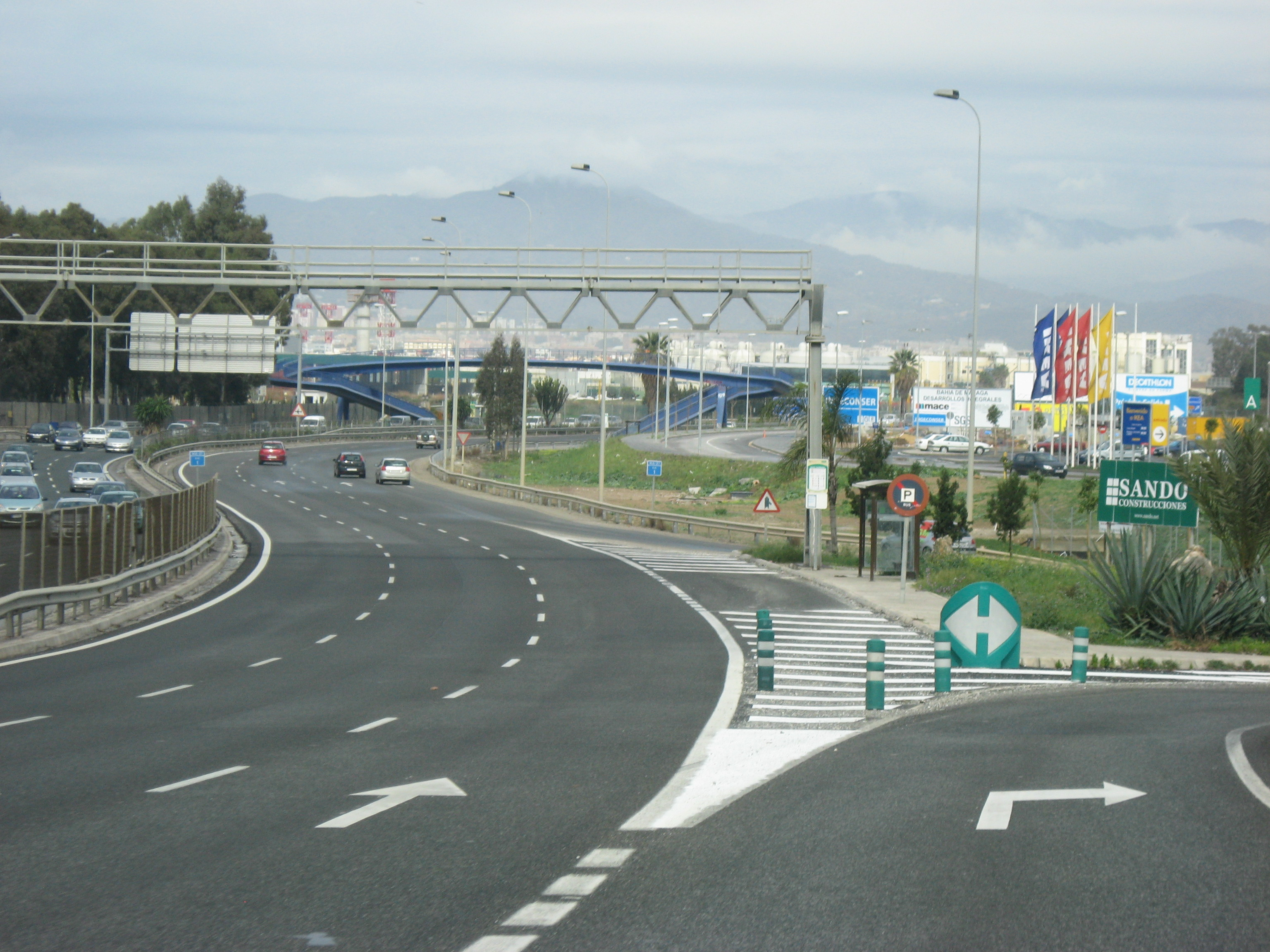
De MA-21

De MA-21 of Autovía de Torremolinos is een autovía in Andalusië. De snelweg is 6 kilometer lang en verbindt Málaga met Torremolinos.